# Хоккейный Евротур 2007/2008
12-й Еврохоккейтур проходил в Финляндии, России, Швеции и Чехии с сентября 2007 года по апрель 2008 года. Розыгрыш состоял из 4 турниров.

## Команды
- Швеция
- Чехия
- Финляндия
- Россия

## Стадионы
Игры европейского первенства прошли в Хельсинки, Москве, Стокгольме и Праге.

## Регламент
Команды играли друг с другом в четыре круга — один раз дома, второй — в гостях, ещё два раза — на нейтральной территории. За победу команда получала три очка, за победу в овертайме или по буллитам — два, за поражение в овертайме или по буллитам, за поражение очков не получала.
Результаты
Время начала матчей местное.
| Дата       | Время | Команды            | Счёт                           |
| ---------- | ----- | ------------------ | ------------------------------ |
| 8 ноября   | 19:15 | Чехия — Финляндия  | 3:2 (1:1, 0:0, 2:1)            |
| 8 ноября   | 21:30 | Швеция — Россия    | 1:3 (1:2, 0:0, 0:1)            |
| 10 ноября  | 15:15 | Швеция — Чехия     | 4:2 (1:0, 1:1, 2:1)            |
| 10 ноября  | 19:15 | Финляндия — Россия | 2:1 (0:0, 1:0, 1:1)            |
| 11 ноября  | 15:15 | Россия — Чехия     | 4:1 (1:0, 1:1, 2:0)            |
| 11 ноября  | 19:15 | Финляндия — Швеция | 0:1 (0:0, 0:0, 0:1)            |
| 13 декабря | 19:30 | Чехия — Швеция     | 5:4 (1:1, 4:1, 0:2)            |
| 13 декабря | 20:00 | Финляндия — Россия | 1:4 (0:0, 1:1, 0:3)            |
| 15 декабря | 14:00 | Россия — Швеция    | 2:0 (0:0, 1:0, 1:0)            |
| 15 декабря | 18:00 | Чехия — Финляндия  | 5:6Б (1:3, 2:1, 2:1, 0:0, 0:1) |
| 16 декабря | 14:00 | Россия — Чехия     | 5:1 (2:1, 1:0, 2:0)            |
| 16 декабря | 18:00 | Швеция — Финляндия | 2:3 (2:0, 0:2, 0:1)            |
| 7 февраля  | 19:15 | Финляндия — Чехия  | 6:1 (2:0, 3:0, 1:1)            |
| 7 февраля  | 21:00 | Россия — Швеция    | 4:3 (1:0, 1:1, 2:2)            |
| 9 февраля  | 14:00 | Финляндия — Россия | 0:5 (0:0, 0:2, 0:3)            |
| 9 февраля  | 17:30 | Швеция — Чехия     | 4:2 (0:1, 1:1, 3:0)            |
| 10 февраля | 14:00 | Чехия — Россия     | 4:2 (0:1, 4:1, 0:0)            |
| 10 февраля | 17:30 | Швеция — Финляндия | 1:2 (1:1, 0:1, 0:0)            |
| 17 апреля  | 19:30 | Швеция — Чехия     | 3:5 (0:2, 2:1, 1:2)            |
| 17 апреля  | 20:00 | Россия — Финляндия | 4:1 (0:1, 1:0, 3:0)            |
| 19 апреля  | 14:00 | Россия — Швеция    | 4:2 (1:0, 1:1, 2:1)            |
| 19 апреля  | 18:00 | Чехия — Финляндия  | 2:1Б (0:1, 1:0, 0:0, 0:0, 1:0) |
| 20 апреля  | 14:00 | Финляндия — Швеция | 3:2ОТ (0:0, 1:1, 1:1, 1:0)     |
| 20 апреля  | 18:00 | Чехия — Россия     | 2:3 (1:0, 0:3, 1:0)            |

## Итоговое положение команд
| Золото  | Россия    |
| Серебро | Финляндия |
| Бронза  | Чехия     |
| 4.      | Швеция    |

## Лучшие игроки
- Лучший бомбардир —
- Лучший снайпер —
- Лучшие по плюс/минус —
- Лучший вратарь —